# مارک زاکربرگ
مارک اِلیوت زاکِربِرگ (انگلیسی: Mark Elliot Zuckerberg؛ زادهٔ ۱۴ مهٔ ۱۹۸۴) برنامه‌نویس رایانه و یکی از مؤسسان وبگاه شبکه اجتماعی آنلاین فیس‌بوک در ایالات متحده آمریکا است. مجلهٔ تایم زاکربرگ را به‌عنوان شخصیت سال ۲۰۱۰ انتخاب کرده است.
او به‌عنوان یک دانشجوی دانشگاه هاروارد با یاری دانشجویان علوم کامپیوتر به‌ویژه پشتوانهٔ «اندرو مک‌کالم»، «داستین موسکوویتز» و «کریس هاگز» اقدام به تأسیس این وبگاه کرد. او هم‌اکنون به‌عنوان مدیر اجرایی در فیس‌بوک فعالیت می‌کند.
در سال ۲۰۰۸، مجله فوربس او را جوانترین میلیاردر، که ثروتش را شخصاً کسب کرده معرفی کرد و ثروت او را ۱٬۵ میلیارد دلار تخمین زده است. هم‌اکنون وبگاه فوربس، دارایی‌های او را ۷۸٬۳ میلیارد دلار اعلام کرده است و از این لحاظ پنجمین شخص ثروتمند در جهان است.
در فوریه سال ۲۰۰۴ میلادی زاکربرگ همراه با چند دانشجوی هم اتاقی اش، ادواردو ساورین، کریس هیوز، داستین موسکوویتز، شبکه اجتماعی متا را راه اندازی کردند. آن‌ها متا را از اتاق خوابگاهشان در دانشگاه هاروارد راه اندازی نمودند و سپس آغاز به معرفی آن به دانشجویان سایر دانشکده‌ها نمودند. بعداً متا به سرعت گسترش یافت به‌طوری‌که در سال ۲۰۱۲ تعداد کاربران متا بالغ بر یک میلیارد نفر بود. در حال حاضر این رقم متجاوز از ۱٫۵ میلیارد نفر می‌باشد. زاکربرگ تاکنون در چندین مورد از سمت افراد همان گروه نخستین در مورد سهم‌شان از متا مورد اتهام قرارگرفته است.

## در رسانه‌ها
در سال ۲۰۱۰ فیلمی با عنوان شبکهٔ اجتماعی به کارگردانی دیوید فینچر در مورد مارک زاکربرگ و فیس‌بوک ساخته شد. این فیلم که براساس کتاب میلیاردرهای تصادفی نوشتهٔ بن مزریک تهیه شده، به نحوهٔ شکل‌گیری و تأسیس فیس‌بوک و مسائل و کشمکش‌های پیرامون آن می‌پردازد.
قابل ذکر است که نه مارک زاکربرگ و نه هیچ‌کدام از شرکای نزدیک وی در تهیه و ساخت این فیلم همکاری نداشته‌اند.

## زندگی شخصی

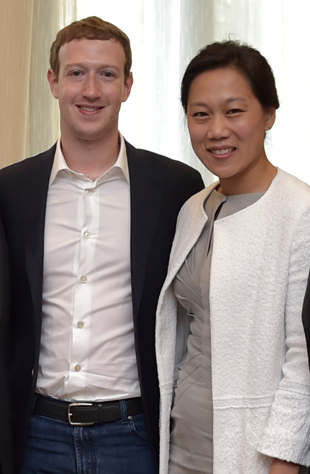
مارک زاکربرگ به همراه همسرش پریسیلا چان

در دسامبر ۲۰۱۵ زاکربرگ همراه با همسرش خبر از قصدشان در مورد بخشیدن چیزی بالغ بر ۹۹ درصد از ثروتشان به امور خیریه نمودند. در مطلبی که زاکربرگ در صفحه شخصی خودش در فیسبوک منتشر کرده بود از بخشیدن این مبلغ به تدریج و در طول دوره حیات خودش و همسرش خبر می‌داد. بیشتر از 7میلیون نفر در شبکه اجتماعی فیسبوک صفحه او را دنبال می‌کنند.
زاکربرگ یک یهودی‌زاده است ولی زمانی اذعان کرد که خداناباور است. اما وی در پست فیسبوکی خود به مناسبت کریسمس ۲۰۱۷ نوشت: «کریسمس مبارک! عید اخلاص مبارک! از طرف من، پریسیلا و مکس. من یک یهودی به دنیا آمدم و زمانی که بزرگتر شدم به شک افتادم. اما اکنون بر این باورم که مذهب خیلی اهمیت دارد.»

## تبریک حنوکا
۲۵ دسامبر ۲۰۱۶ مارک زاکربرگ در صفحه رسمی شخصی خودش روی فیسبوک تبریک کریسمس را همراه با تبریک حنوکا پست کرد که واکنش‌های بسیاری از طرف خداناباوران و خداباوران به همراه داشت از جمله کامنتی که گفت «مگر آتئیست نبودی؟» و مارک پاسخ داد که «نه من یهودی بزرگ شدم و وارد دوره‌ای شدم که چیزهایی پرسیدم، اما اکنون من معتقدم که مذهب بسیار مهم است» که عبارت مذهب خیلی مهم است از وی به گونه‌های متفاوتی برداشت شد. خبرگزاریهای جمهوری اسلامی ایران و اسرائیل نیز این موضوع را منعکس کردند و آن را گواه اعتقاد وی عنوان کردند برخی خداناباوران متعصب منظورش از مهم بودن مذهب را کنایه‌آمیز برداشت کردند.

## اثرگذاری در انتخابات آمریکا
گمانه‌زنی و پیگیری قضایی شده است که فیسبوک با منتشر کردن اخبار دروغ و شایعات در انتخابات ۲۰۱۶ ایالات متحده تأثیر بسیاری روی انتخاب شدن دونالد ترامپ داشته باشد که این موضوع فیسبوک را در ایالات متحده مورد بازخواست قرار داد، فیسبوک از این تبلیغات درآمد بسیاری داشت که مسئولان فیسبوک می‌گویند ناچیز است و مقدار هزینه صرف شده را با عنوان حریم خصوصی مشتریان مخفی می‌کنند اما همکاری با کمپین‌های تبلیغاتی را تکذیب نکرده و می‌گویند که متناسب با نیازشان با آن‌ها همکاری داشته‌اند اما هرگونه جانبداری را تکذیب می‌کنند.